# Stefan Worth
Stefan Worth (* 14. November 1985 in Köln) ist ein deutscher Profiboxer. Er ist aktueller Internationaler Deutscher Meister im Weltergewicht und belegt Platz 338 in der Weltrangliste.

## Hintergrund
Stefan Worth wurde als zweites von vier Kindern einer Ärztefamilie in Köln geboren. Seine Kindheit verbrachte er im Stadtteil Lindenthal. 2006 erlangte er sein Abitur an der Gesamtschule Rodenkirchen. Worth studierte vier Semester Bauingenieurwesen an der Fachhochschule Köln, ehe er die Möglichkeit bekam, ein Studium an der renommierten Deutschen Sporthochschule aufzunehmen. 2013 schloss er dieses erfolgreich mit dem B.Sc. Sport und Leistung ab. In seiner Bachelorthesis befasste sich Worth mit den Effekten von EMS-Training auf die Maximalkraft und Sprintfähigkeit von Profifußballspielern.

## Amateurkarriere von 2004 bis 2009
Im Alter von 14 Jahren fing Stefan Worth bei SC Colonia 06 mit dem Boxen an. Dort wurde er unter anderem Internationaler Westdeutscher Juniorenmeister. Nach drei Jahren wechselte er 2007 zum Verein Faustkämpfer Köln-Kalk 1951. Mit 19 Jahren boxte Worth eine Saison für den BC Ringfrei Mülheim (Ruhr) in der Bundesliga. Insgesamt absolvierte Worth über 70 Amateurkämpfe, unter anderem in der Oberliga, der Bundesliga und auf internationalen Turnieren.

## Profikarriere seit 2009
Stefan Worth hat in 18 Profikämpfen eine Bilanz von 15 Siegen, einem Unentschieden und zwei Niederlagen. Er ist aktueller Internationaler Deutscher Meister im Weltergewicht.
Den ersten Profikampf hatte Worth am 9. Mai 2009 gegen Mehmet Tanriverdi in Weißenthurm bei Koblenz.

### 2010: Kampf um IBF Junioren-Weltmeisterschaft
Nach nur sechs Profikämpfen (fünf Siege, ein Unentschieden) kämpfte Worth gegen Rico Schultz in Berlin um die vakante Juniorenweltmeisterschaft im leichten Mittelgewicht nach Version der IBF. Den packenden Kampf verlor er unglücklich durch Technischen K.O. in der letzten Runde. Der Kampf unter der Aufsicht des IBF-Vorsitzenden Lindsey Tucker wurde vom Verband im Nachhinein als Kampf des Jahres 2010 gewählt.

### 2010: Internationaler Deutscher Meister
Nach einer Serie von vier weiteren Siegen stieg Worth am 20. November 2010 gegen Tom Reiche in Aachen in den Ring, um den vakanten Internationalen Deutschen Meistertitel zu gewinnen. Worth dominierte den Kampf klar und gewann seinen ersten Titel als Profi. Es war zugleich der erste Kampf unter seinem neuen Trainer Manfred Gebauer.

### 2011: Erster Kampf in Köln im Vorprogramm von Vitali Klitschko
Bei seinem ersten und einzigen Kampf vor heimischen Publikum gewann Worth am 19. März 2011 nach sechs Runden gegen den Ungarn Ferenc Zold. Der Kampf fand vor großer Kulisse in der Lanxess Arena Köln im Vorprogramm des Kampfes um die WBC-Weltmeisterschaft zwischen Vitali Klitschko und Odlanier Solís statt.
Ein halbes Jahr nach seinem Sieg in Aachen verteidigte Worth am  7. Mai 2011 in Nienburg seinen Internationalen Deutschen Meistertitel in einem brutalen Kampf gegen den Türken Harun Akcabelen. Nach zehn Runden hartem Kampf konnte sich der Kölner letztlich durchsetzen und brachte Akcabelen damit die erste Niederlage bei.

### 2011: Knappe Niederlage um den Internationalen Titel der WBF
Am 26. November boxte Worth um den Internationalen Titel im Weltergewicht nach Version der WBF gegen Loic Fouré in Saint-Maur, Frankreich. Als er in der achten Runde den sichtlich angeschlagenen Franzosen wegen dessen fehlenden Mundschutz nicht weiter attackierte, verpasst er so die Chance auf einen vorzeitigen Sieg. In einem ausgeglichenen Kampf musste er sich am Ende nach Punkten geschlagen geben. Wegen seiner Fairness gab es nach dem Kampf stehenden Applaus von den 2000 französischen Zuschauern.
Nach einer elfmonatigen Kampfpause lieferte sich Worth am 13. Oktober 2010 einen harten Kampf gegen den Kroaten Almin Kovacevic in Güssing, Österreich. Trotz eines zugeschwollenen Auges nach wenigen Runden boxte er weiter und gewann am Ende seinen 16. Profikampf.

### 2013: Titelkampf gegen Alexander Mengis
Ab 2013 durfte sich Worth wieder Internationaler Deutscher Meister (nach Version German Boxing Association GBA) nennen. Im Rahmen der IBF Convention in Berlin gewann er gegen den bis dahin noch unbesiegten Alexander Mengis (* 1981) nach K.O. in der achten Runde. Dabei schlug Mengis beim K.O. so unglücklich mit dem Kopf auf, dass er nach einer Gehirnerschütterung ins künstliche Koma versetzt werden musste. Worth nahm daraufhin zunächst vom aktiven Boxen Abstand und arbeitete unter anderem als Trainer.
In einem weiteren Kampf 2015 auf Mallorca besiegte Worth den Kolumbianer Euclides Espitia nach Punkten.

## Training
Von seinen Anfängen als Amateurboxer bis heute trainiert Stefan Worth bei Worthoff-Boxing in Köln. Seit 2010 wird Worth von Manfred Gebauer trainiert. Gebauer war mehrfacher DDR-Meister, Gewinner der Bronzemedaille bei der Europameisterschaft 1979 und Teilnehmer der Olympischen Spiele 1980 in Moskau. Er trainierte unter anderem Felix Sturm und Sebastian Sylvester.

## Erfolge
Als Amateur
- 2 × Westdeutscher Meister
- 4 × Mittelrheinmeister
- Internationaler Niederländischer Meister

Als Profi
- 2 × Internationaler Deutscher Meister (GBA)

## Titelkämpfe
- 22.05.2010 – Juniorenweltmeisterschaft der IBF im leichten Mittelgewicht (vakant)
- 20.11.2010 – Internationale Deutsche Meisterschaft der GBA im Weltergewicht (vakant)
- 07.05.2011 – Internationale Deutsche Meisterschaft der GBA im Weltergewicht (Verteidigung)
- 26.11.2011 – Internationale Meisterschaft der WBF im Weltergewicht (vakant)
- 23.05.2013 – Internationale Deutsche Meisterschaft der GBA im Weltergewicht (Herausforderung)

## Sonstiges
Stefan Worth ist seit 2010 Boxtrainer bei Worthoff-Boxing in Köln. Neben dem erfolgreich abgeschlossenen Studium an der Deutschen Sporthochschule ließ sich Worth als DSHS Personal Trainer ausbilden. 2013 machte Worth sich als Personal Trainer selbständig.
Worth erhielt schon mehrmals Gastrollen in verschiedenen Fernsehformaten, so unter anderem in der ARD-Soap Verbotene Liebe.